# Soigne ta chute
 (novembre 2018).

Soigne ta chute  est un roman écrit par Flora Balzano et publié en 1991 aux éditions XYZ.
Il a été qualifié de « livre qui entre dans la catégorie des livres-que-j’aurais-voulu-écrire (un sur mille environ) » par Pierre Foglia (La Presse).

## Reconnaissance
- Finaliste du Prix du Gouverneur général 1991[3], Soigne ta chute a été ré-édité en 2008.